# 朱成鋇
朱成鋇，《明史》作朱成𨨣，号养斋，明朝代藩輔國將軍，代簡王朱桂之曾孙，隰川懿安王朱遜熮之孙，镇国将军朱仕𡍫庶长子。
弘治四年（1491年）十二月赐名，弘治十二年（1499年）六月赐诰命冠服。朱仕𡍫因罪幽禁凤阳，病死。嘉靖七年（1528年）他微服前往凤阳高墙参与其父丧礼，上疏自劾越禁，请求背负父亲尸骨归葬泽州，如果不能，愿为庶人，住在墓侧，每年去扫墓。诏许归葬。嘉靖九年（1530年）已著有《太文录》，明世宗嘉其好学，敕谕褒奖。其弟朱成鐎好学，有志气节概。嘉靖十三年上言：“云中叛卒之变获幸消除。考察叛乱的开端，是贪酷官吏激成。臣担心天下之祸隐藏在民心，他日不仅仅在云中而已。”指陈切直，皇帝让廷臣饬行。当时以其兄弟为二难。其子奉国将军朱聪㵲，其女始宁县君，仪宾梁植是梁诏与张氏的独子。朱聪㵲之子镇国中尉朱俊椺；朱俊椺之子朱充𩼦，崇祯十年（1637年）丁丑科进士。